# Olympische Sommerspiele 1980/Segeln
Bei den XXII. Olympischen Sommerspielen 1980 fanden sechs Wettkämpfe im Segeln statt. Austragungsort war Pirita bei Tallinn (Estnische SSR, heute Estland).

## Bilanz

### Medaillenspiegel
| Platz  | Land         | Gold | Silber | Bronze | Gesamt |
| ------ | ------------ | ---- | ------ | ------ | ------ |
| 1      | Brasilien    | 2    | –      | –      | 2      |
| 2      | Sowjetunion  | 1    | 1      | 1      | 3      |
| 3      | Dänemark     | 1    | 1      | –      | 2      |
| 4      | Finnland     | 1    | –      | 1      | 2      |
| 5      | Spanien      | 1    | –      | –      | 1      |
| 6      | Österreich   | –    | 2      | –      | 2      |
| 7      | DDR          | –    | 1      | –      | 1      |
| 7      | Irland       | –    | 1      | –      | 1      |
| 9      | Griechenland | –    | –      | 1      | 1      |
| 9      | Italien      | –    | –      | 1      | 2      |
| 9      | Schweden     | –    | –      | 1      | 1      |
| 9      | Ungarn       | –    | –      | 1      | 1      |
| Gesamt | Gesamt       | 6    | 6      | 6      | 18     |

### Medaillengewinner
| Disziplin       | Gold                                                      | Silber                                                         | Bronze                                                                     |
| --------------- | --------------------------------------------------------- | -------------------------------------------------------------- | -------------------------------------------------------------------------- |
| Finn-Dinghy     | Esko Rechardt                                             | Wolfgang Mayrhofer                                             | Andrei Balaschow                                                           |
| Flying Dutchman | Spanien Alejandro Abascal Miguel Noguer                   | Irland David Wilkins James Wilkinson                           | Ungarn Szabólcs Detre Zsolt Detre                                          |
| 470er           | Brasilien Eduardo Penido Marcos Soares                    | DDR Jörn Borowski Egbert Swensson                              | Finnland Jouko Lindgren Georg Tallberg                                     |
| Star            | Sowjetunion Walentin Mankin Aleksandrs Muzičenko          | Österreich Karl Ferstl Hubert Raudaschl                        | Italien Giorgio Gorla Alfio Peraboni                                       |
| Tornado         | Brasilien Lars Sigurd Björkström Alexandre Welter         | Dänemark Peter Due Per Kjærgaard Nielsen                       | Schweden Göran Marström Jörgen Ragnarsson                                  |
| Soling          | Dänemark Valdemar Bandolowski Erik Hansen Poul Høj Jensen | Sowjetunion Alexander Budnikow Boris Budnikow Nikolai Poljakow | Griechenland Anastasios Boundouris Anastasios Gavrilis Aristidis Rapanakis |

## Ergebnisse

### Finn-Dinghy
| Platz | Land | Athlet             | Punkte |
| ----- | ---- | ------------------ | ------ |
| 1     | FIN  | Esko Rechardt      | 36,7   |
| 2     | AUT  | Wolfgang Mayrhofer | 46,7   |
| 3     | URS  | Andrei Balaschow   | 47,4   |
| 4     | BRA  | Claudio Biekarck   | 53,0   |
| 5     | GDR  | Jochen Schümann    | 54,4   |
| 6     | SWE  | Kent Carlson       | 63,7   |
| 7     | POL  | Ryszard Skarbinski | 71,1   |
| 8     | NED  | Mark Neeleman      | 76,0   |

### Star
| Platz | Land | Athlet                                  | Punkte |
| ----- | ---- | --------------------------------------- | ------ |
| 1     | URS  | Walentin Mankin Aleksandrs Muzičenko    | 24,7   |
| 2     | AUT  | Karl Ferstl Hubert Raudaschl            | 31,7   |
| 3     | ITA  | Giorgio Gorla Alfio Peraboni            | 36,1   |
| 4     | SWE  | Peter Sundelin Håkan Lindström          | 44,7   |
| 5     | DEN  | Jens Hakon Christensen Morten Nielsen   | 45,7   |
| 6     | NED  | Boudewijn Binkhorst Kobus Vandenberg    | 49,4   |
| 7     | ESP  | Antonio Gorostegui José María Benavides | 72,7   |
| 8     | GDR  | Wolf-Eberhard Richter Olaf Engelhardt   | 83,7   |

### Flying Dutchman
| Platz | Land | Athleten                                 | Punkte |
| ----- | ---- | ---------------------------------------- | ------ |
| 1     | ESP  | Alejandro Abascal Miguel Noguer          | 19,0   |
| 2     | IRL  | David Wilkins James Wilkinson            | 30,4   |
| 3     | HUN  | Szabólcs Detre Zsolt Detre               | 45,7   |
| 4     | GDR  | Wolfgang Haase Wolfgang Wenz             | 51,4   |
| 5     | URS  | Wladimir Leontjew Waleri Subanow         | 51,7   |
| 6     | DEN  | Jørgen Bojsen-Møller Jacob Bojsen-Møller | 54,5   |
| 7     | NED  | Erik Vollebregt Sjoerd Vollebregt        | 54,7   |
| 8     | BRA  | Reinaldo Conrad Manfred Kaufmann         | 63,4   |

### 470er
| Platz | Land | Athleten                                | Punkte |
| ----- | ---- | --------------------------------------- | ------ |
| 1     | BRA  | Eduardo Penido Marcos Soares            | 36,4   |
| 2     | GDR  | Jörn Borowski Egbert Swensson           | 38,7   |
| 3     | FIN  | Jouko Lindgren Georg Tallberg           | 39,7   |
| 4     | NED  | Henk van Gent Jan Willem van den Hondel | 49,4   |
| 5     | POL  | Leon Wróbel Tomasz Stocki               | 53,0   |
| 6     | ESP  | Gustavo Doreste Alfredo Rigau           | 54,1   |
| 7     | ITA  | Ernesto Treves Silvio Necchi            | 57,7   |
| 8     | SWE  | Lars Bengtsson Stefan Bengtsson         | 60,0   |

### Tornado
| Platz | Land | Athleten                                | Punkte |
| ----- | ---- | --------------------------------------- | ------ |
| 1     | BRA  | Lars Sigurd Björkström Alexandre Welter | 21,4   |
| 2     | DEN  | Peter Due Per Kjærgaard Nielsen         | 30,0   |
| 3     | SWE  | Göran Marström Jörgen Ragnarsson        | 33,7   |
| 4     | URS  | Wiktor Potapow Alexander Sybin          | 35,1   |
| 5     | NED  | Willem van Walt Meijer Govert Brasser   | 39,0   |
| 6     | FIN  | Pekka Narko Juha Siira                  | 47,7   |
| 7     | AUT  | Hubert Porkert Hermann Kupfner          | 67,7   |
| 8     | GDR  | Uwe Steingross Jörg Schramme            | 82,0   |

### Soling
| Platz | Land | Athleten                                                      | Punkte |
| ----- | ---- | ------------------------------------------------------------- | ------ |
| 1     | DEN  | Valdemar Bandolowski Erik Hansen Poul Høj Jensen              | 23,0   |
| 2     | URS  | Alexander Budnikow Boris Budnikow Nikolai Poljakow            | 30,4   |
| 3     | GRE  | Anastasios Boundouris Anastasios Gavrilis Aristidis Rapanakis | 31,1   |
| 4     | GDR  | Dieter Below Bernd Klenke Michael Zachries                    | 37,4   |
| 5     | NED  | Geert Bakker Steven Bakker Dick Coster                        | 45,0   |
| 6     | BRA  | Vicente Brun Gastão Brun Roberto Luiz Souza                   | 47,1   |
| 7     | SUI  | Jean-François Corminboeuf Roger-Claude Guignard Robert Perret | 71,7   |
| 8     | SWE  | Jan Andersson Göran Andersson Bertil Larsson                  | 75,7   |